# Montserrats flagga
Montserrats flagga har Montserrats vapen i mitten. Vapnet visar öns historiska band till Irland med lady Erin klätt i grönt och en harpa.